# Conspiracy (film, 2017)
Pour les articles homonymes, voir Conspiracy.
Pour plus de détails, voir Fiche technique et Distribution.
Conspiracy ou Le complot au Québec (Unlocked) est un thriller multinational réalisé par Michael Apted et sorti en 2017. Il s'agit du dernier long métrage du réalisateur, mort en 2021.

## Synopsis
Alice Racine est une ancienne interrogatrice de la CIA. Traumatisée par un échec professionnel survenu deux ans plus tôt, elle a préféré se retirer. Bob Hunter, son ancien directeur, la contacte pour déjouer une attaque imminente sur Londres. Elle est chargée d'interroger un homme suspecté d'être le messager de terroristes djihadistes. Pour appréhender son terrible adversaire, Alice reçoit l’aide de son ancien mentor, Eric Lasch, et d’un membre des forces spéciales, Jack Alcott. Trahie et manipulée, elle va rapidement s'apercevoir que l’agence a été infiltrée et elle s'efforce de déjouer cette conspiration.

## Fiche technique
Sauf indication contraire, les informations mentionnées dans cette section peuvent être confirmées par la base de données cinématographiques IMDb,  présente dans la section « Liens externes ».
- Titre original : Unlocked
- Titre français : Conspiracy
- Titre canadien (Nouveau-Brunswick, Québec) : Le Complot
- Réalisation : Michael Apted
- Scénario : Peter O'Brien
- Musique : Stephen Barton
- Production : Lorenzo di Bonaventura, Georgina Townsley, Erik Howsam et Claudia Bluemhuber
- Sociétés de production : Bloom, Czech Anglo Productions, Di Bonaventura Pictures, Lipsync Productions, SRA Productions, Silver Reel et TF1 Studio
- Distribution : Lionsgate (Royaume-Uni, États-Unis), Paramount Pictures France (France)
- Pays de production :  Royaume-Uni,  Suisse,  Tchéquie,  États-Unis,  France
- Langues originales : anglais, arabe, allemand et tchèque
- Genre : thriller, espionnage, action
- Durée : 98 minutes
- Format : couleur - 2.35:1 Hawk Scope
- Dates de sortie :
  - Royaume-Uni : 5 mai 2017
  - France : 31 mai 2017
- Interdit aux moins de 12 ans

## Distribution
- Noomi Rapace (VF : Julie Dumas) : Alice Racine
- Orlando Bloom (VF : Denis Laustriat) : Jack Alcott
- John Malkovich (VF : Edgar Givry) : Bob Hunter
- Michael Douglas (VF : Michel Papineschi)[1] : Eric Lasch
- Toni Collette (VF : Brigitte Bergès) : Emily Knowles
- Ayem Hamdouchi (VF : Mustapha Abourachid) : Lateef El Hajjam
- Makram Khoury (VF : Mostefa Stiti) : Yazid Khaleel
- Brian Caspe (VF : Sylvain Agaësse) : Ed Romley
- Tosin Cole (VF : Namakan Koné) : Amjad
- Philip Brodie (VF : Jean-Alain Velardo) : John Wilson
- Michael Epp (VF : Cédric Ingard) : David Mercer
- Matthew Marsh (VF : Jean-Yves Chatelais) : Frank Sutter
- Kevin Shen (VF : Stéphane Fourreau) : Amjad
- Akshay Kumar : Salim
- Adelayo Adedayo (VF : Aurélie Konaté) : Noma
- Jessica Boone : l'assistante de Romley
- Raffaello Degruttola (VF : François Delaive) : Payne

## Production

### Genèse et développement
Le projet est initialement développé par la productrice Georgina Townsley dès 2006. Elle voulait construire un thriller d'espionnage avec un personnage central féminin : « Il me fallait un auteur qui sache écrire un rôle de femme. J’ai lu des centaines de scénarios, mais c’est l’écriture de Peter qui m’a vraiment convaincue. Il comprenait les femmes et il savait écrire un rôle de femme forte ». En 2008, le scénario de Peter O'Brien a figuré à la première place du classement The Black List, qui recense les scénarios en attente de production. Le scénario sera ensuite réécrit durant le long développement du projet, qui se concrétise en 2014 grâce au producteur Lorenzo di Bonaventura.
Mikael Håfström était initialement prévu comme réalisateur. Le poste reviendra finalement à Michael Apted.

### Attribution des rôles
En avril 2014, Noomi Rapace rejoint la distribution dans le rôle principal. Elle est rejointe par Michael Douglas et Orlando Bloom en septembre 2014. En novembre 2014, John Malkovich et Toni Collette décrochent un rôle.

### Tournage
Le tournage débute le 3 novembre 2014 et s'achève le 17 janvier 2015,. Il a eu lieu principalement à Prague en République tchèque (pendant sept semaines) où ont notamment été tournées les quelques scènes censées se dérouler à Paris. Le tournage s'est ensuite poursuivi durant une semaine à Londres (stade de Wembley, etc.),.

## Sortie

### Critique et accueil
Aux États-Unis, le film reçoit des critiques plutôt négatives. Il n’obtient que 24 % d'opinions favorables, avec une note moyenne de 4,2/10, pour 25 critiques. Sur Metacritic, il décroche une moyenne de 42/100 pour 5 critiques.

### Box-office
| Pays ou région | Box-office      | Date d'arrêt du box-office | Nombre de semaines |
| -------------- | --------------- | -------------------------- | ------------------ |
| France         | 198 002 entrées |                            |                    |
| Royaume-Uni    | 335 521 $       |                            |                    |
| Mondial        | 3 575 000 $     | -                          | -                  |